# 支离破碎
《支离破碎》（英語：Shattered）是一部由路易斯·普列托执导，大卫·洛格里编剧，卡梅隆·莫纳汉、弗兰克·格里罗、莉莉·克鲁格和约翰·马尔科维奇主演的2022年美国惊悚片。

## 内容概要
克里斯，一个离了婚的风险投资家。他爱上了一个神秘的女人斯凯，却发现自己与斯凯的巧遇竟然是精心策划的骗局，前妻与孩子也被牵扯了进来。一场绝望的生存斗争随之而来。

## 演员阵容
- 卡梅隆·莫纳汉 饰演 克里斯·德克尔（Chris Decker）[4]
- 弗兰克·格里罗 饰演 塞巴斯蒂安（Sebastian）[4]
- 莉莉·克鲁格（英语：Lilly Krug） 饰演 斯凯（Sky）[5]
- 约翰·马尔科维奇 饰演 罗纳德（Ronald）[4]
- 萨莎·露丝 饰演 杰米·德克尔[4]
- 阿什·桑托斯（英语：Ash Santos） 饰演 丽莎[4]
- 雷德利·贝特曼 饰演 威洛·德克尔（Willow Decker）[4]
- 大卫·麦迪逊 饰演 布里格斯（Briggs）[4]
- 达特·樊（英语：Dat Phan） 饰演 Kiju[4]